# Eldsjäl (rollspel)
Eldsjäl är ett äventyr till rollspelet Drakar och Demoner, utgivet av Riot Minds.
Äventyret utspelar sig på ön Edair'maan, också kallad De Klagande Vindarnas Ö. Rollpersonernas vistelse på ön blir snabbt en kamp emot klockan, då de plötsligt drabbas av en mystisk sjukdom. Samtidigt har en uråldrig ondska skickat sin utsände för att leta reda på ett fornkraftigt vapen. 
Äventyret är del tre i en kampanj om fyra delar (Vildhjarta, Snösaga, Eldsjäl och Likstorm).